# Filoxén z Mabbúgu
Filoxén z Mabbúgu (kolem 440 Tahal, Bet Garmaj – 523  / 524 Gangra v Paflagónii / Filippopolis) byl syrský teolog, spisovatel a monofyzitský (miafyzitský) biskup v Hierapoli (Manbidž,  Mabbúg). Jeho práce reprezentuje nejlepší syntézu řecké a syrské intelektuální tradice. Byl ovlivněn alexandrijskou školou a teologií svatého Cyrila z Alexandrie. Jako jeden z prvních oživil tradici syrské symbolické teologie. Významně přispěl i k syrské literatuře. Napsal četná díla (homilie, komentáře, asketické traktáty), významný je překlad řeckého Nového zákona do syrštiny, na jehož vzniku se podílel. Jakobitská církev ho uctívá jako svatého. Jeho památka připadá na několik dní: 10. prosinec (smrt), 18. únor (translace ostatků), 1. a 2. duben, 16. a 18. srpen (vysvěcení).

## Život
Zpráva o Filoxénově životě se nachází v Mémře o Filoxenovi z pera Eliáše z Kartmínu. Filoxén se narodil kolem roku 440 v perském městě Tahal (přibližně dnešní Kirkúk). Jeho původní jméno bylo Xenaias (možná Josef). Během episkopátu biskupa Ibase studoval na perské teologické škole v Edesse. Ve východním teologickém centru navázal na učení hlásající jednu božskou podstatu Ježíše Krista a odmítl nestoriánství. Pro svou horlivost byl však z Edessy ortodoxním antiochijským patriarchou Kalendiem vyhnán a jeho případ se dostal až k císaři Zenonovi. Filoxén, který sympatizoval se Zenonovým Henotikonem, podepsal předložené vyznání víry a antiochijský patriarcha byl sesazen. Nový patriarcha Petr byl miafyzitou a Filoxéna v roce 485 jmenoval metropolitou v Hierapoli (Mabúgg, dnešní Manbidž). Při této příležitosti přijal jméno Filoxén. Brzy si získal reputaci předního teologa asketismu a kristologie. V 90. letech 5. století se stal jedním z hlavních vůdců nechalcedonských křesťanů v Sýrii a Mezopotámii. Přestože se mu nepodařilo přeměnit Mabbúg na centrum miafyzitské teologie, za svého působení výrazně napomohl miafyzizmu na byzantském východě i v Persii. Snažil se přivést syrskou teologii blíže k řecké terminologii a z Mabbúgu učinil centrum překladatelů řecké literatury. 
Poté, co se novým antiochijským patriarchou stal Flavián II., byl však Filoxénos jako heretik vyhnán. Pomoc hledal v Konstantinopoli, avšak tamní patriarcha Macedonius II. ho exkomunikoval. Situace se pro miafyzity změnila poté, co se císařem stal umírněný Anastasios I. Filoxén císaře přesvědčil, aby Flaviána sesadil a na jeho místo dosadil Severa. Filoxén pak situace využil a ve své diecézi brojil proti nestoriánům i ortodoxii. V roce 518 se byzantským císařem stal ortodoxní křesťan Justinus I. a Filoxénos byl poslán do exilu. Nejdříve pobýval v maloasijské Gangře, později v bulharském Filippopolu (podle jiných zdrojů naopak). I v exilu pokračoval v psaní polemických děl. Zemřel (možná násilnou smrtí) někdy v letech 523/524. Po smrti byl uctíván jako svatý, jeho kult byl silný zejména v okolí Tur Abdinu a později po translaci jeho ostatků v tureckém Midyatu.

## Dílo
Filoxén je považován za jednoho z největších mistrů syrské prózy, psal pouze syrsky. Celkově mu je připisováno asi 60 prací, z nichž značná část nebyla vydána. Autenticita mnoha z nich není jednoznačně prokázaná. Psal pojednání o liturgii, exegezi, morální a dogmatické teologii, jakož i několik dopisů významných z hlediska církevních dějin. Mezi jeho nejznámější dogmatická díla patří traktáty O Trojici a vtělení (tzv. Kniha Sentencí) a De uno e sancta trinitate incorporato et passo, v doslovném překladu: O tom, že se jeden z Trojice vtělil a trpěl. Někdy v letech 485–500 napsal své Homilie, ve kterých ukazuje cestu k Bohu prostřednictvím askeze. Významným je překlad Nového zákona do syrštiny, na který Filoxénos dohlížel a který financoval. Jeho autorem byl chórbiskup Polykarpos, dílo vzniklo kolem let 505/508 a dodnes se zachovaly jen fragmenty. Známé je i jako Filoxeniana. Filoxén zároveň komentoval některá evangelia (Matouš, Lukáš, Jan) a napsal biblické dílo Mémre o stromu života. V dopisech se často zaměřuje na dogmatiku nebo otázky askeze.
Filoxénova teologie není jednoduchou reakcí proti chalkedonskému koncilu. Jeho christologie je úzce spojena s trinitární doktrínou. Beze změny se Bůh rodí, trpí a umírá. Zničením hříchu Syn dělá z lidstva nové stvoření a spojuje jej s Bohem. Spasitel podle Filoxena nepřebírá jinou povahu a hypostasi než Logos. Nahlíží na ni spíše ze soteriologického pohledu. Jednu podstatu pojímá ani ne tak jako princip singularity a osobní jednoty, ale spíše jako princip zprostředkování individuálního lidství Slova lidem.